# Conector NEMA

Conector NEMA 5-15 (IEC tipo B)

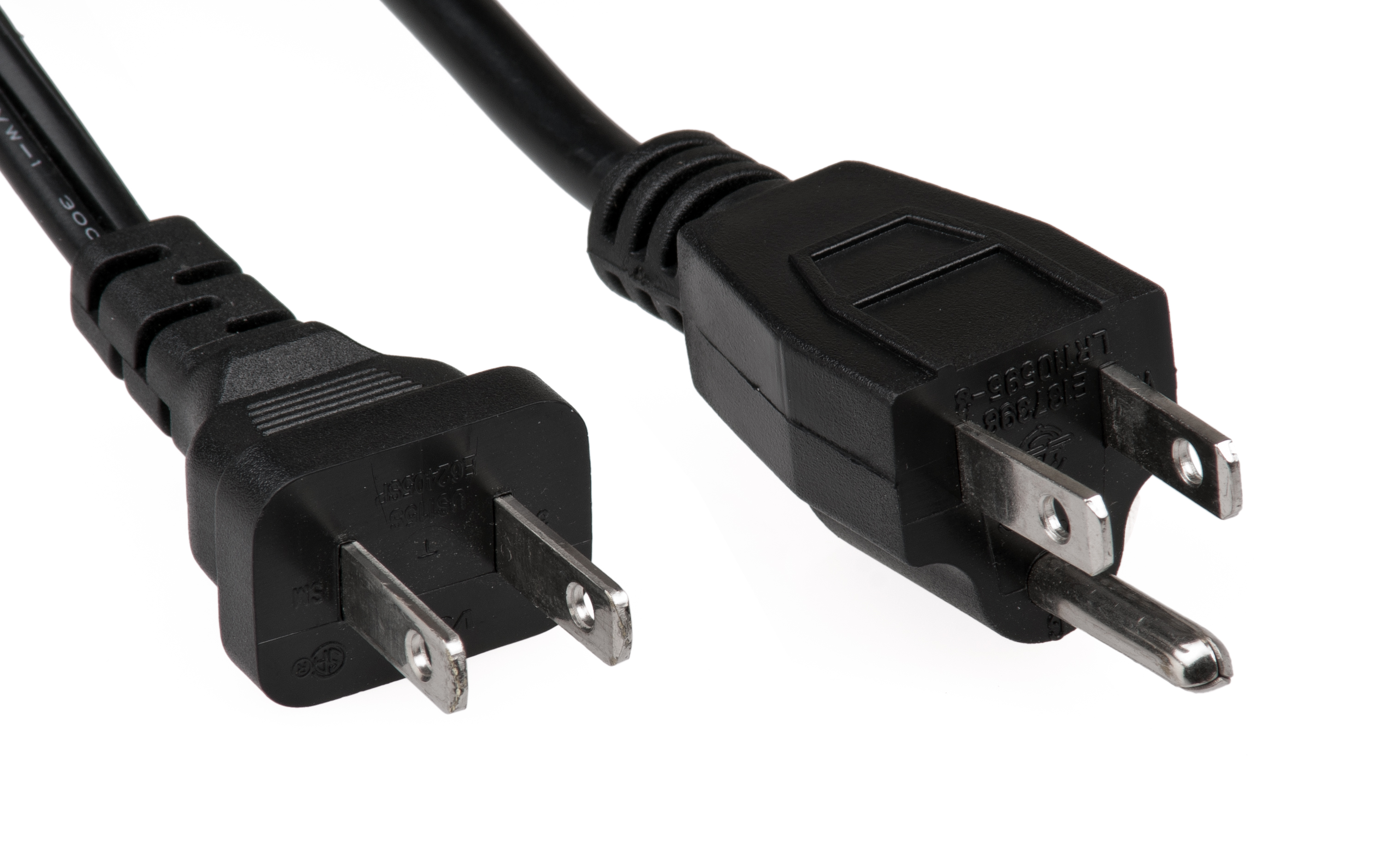
Plugues NEMA 1-15P e 5-15P (IEC tipo A e B)

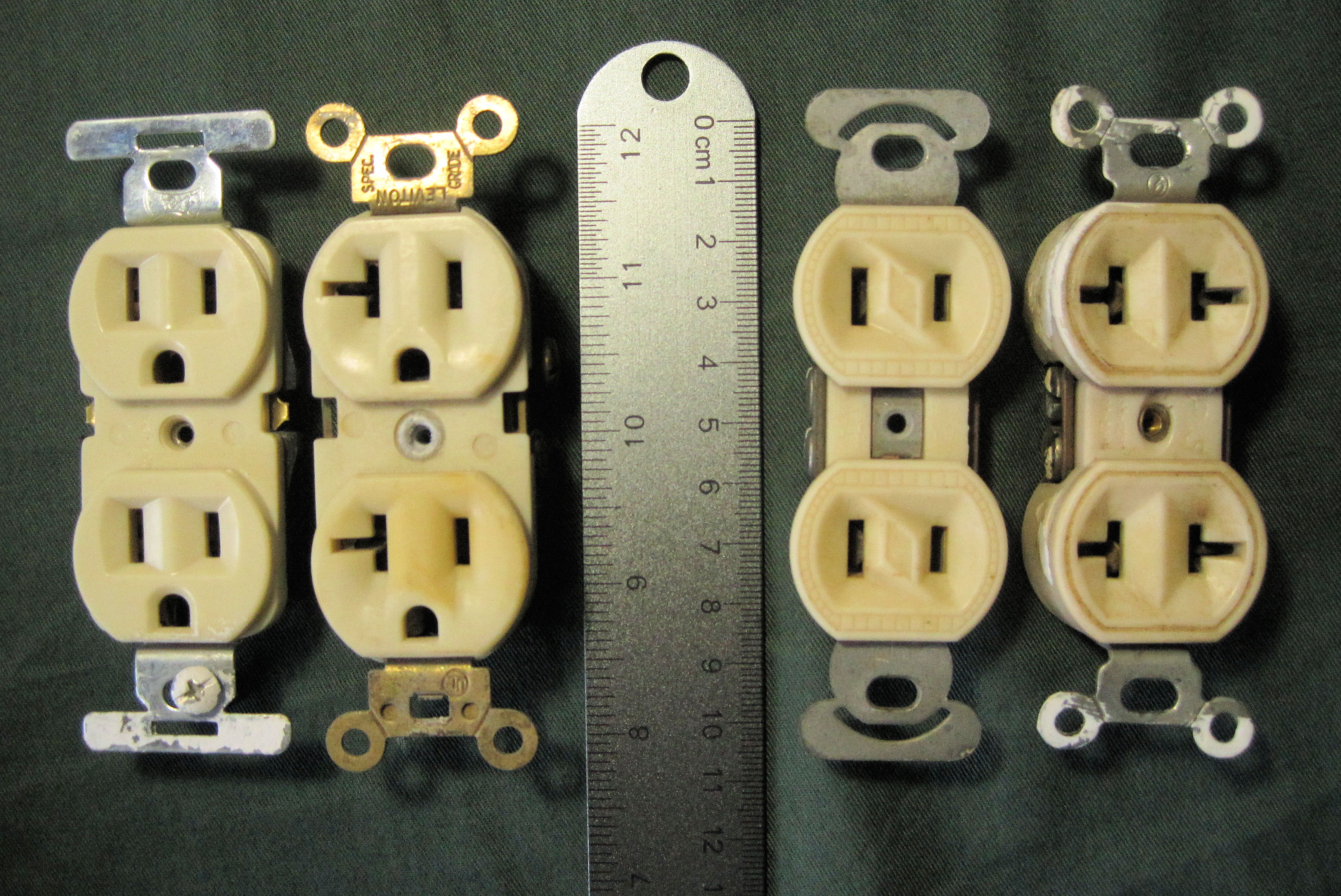
Tomadas NEMA

Conectores NEMA são conectores de corrente alternada desenvolvidos nos Estados Unidos pela National Electrical Manufacturers Association (NEMA), uma associação comercial de fabricantes de equipamentos elétricos. Amplamente usados em toda América do Norte e América Central, mas também por alguns países da América do Sul e Ásia, em especial o Japão, que incorporou oficialmente o padrão NEMA dentro de suas próprias normas nacionais.
Os conectores NEMA são feitos em classificações de corrente de 15 a 60 Amperes (A), com classificações de tensão de 125 a 600 volts (V). Diferentes combinações de larguras, formas, orientações e dimensões das lâminas de contato criam conectores não intercambiáveis que são exclusivas para cada combinação de tensão, capacidade de carga de corrente elétrica e sistema de aterramento.
Os plugues NEMA 1-15P (dois polos, sem aterramento) e NEMA 5-15P (dois polos com pino de aterramento) são usados em na maioria dos equipamentos elétricos domésticos comuns, e o NEMA 5-15R é o receptáculo (tomada) elétrico de 15 amperes padrão encontrado nos Estados Unidos, e sob normas nacionais relevantes, no Canadá (CSA C22.2 No. 42), México (NMX-J-163-ANCE) e Japão (JIS C 8303).

## Nomenclatura
Os conectores NEMA são nomeados seguindo um código alfanumérico composto que consiste em: 
1. prefixo "L" (em inglês: locking, tipos de travamento, se aplicável);
2. número (classificação NEMA);
3. um hífen;
4. numero (corrente);
5. sufixo ("R" ou "P" para "receptáculo" ou "plugue");

### Prefixo
Existem duas classificações básicas de conectores NEMA: normal (lâmina reta) e conectores com travamento. Os números prefixados por 'L' são conectores de lâmina curva e travamento por torção. Os modelos de travamento por torção são usados para equipamentos onde é necessária maior proteção contra desconexão acidental.

### Classificação NEMA
Os numerais antes do hífen representam a classificação NEMA, que normalmente é um número de 1 a 26, mas modelos especiais possuem código alfanumérico. Os números codificam o número de polos (terminais de transporte de corrente) e fios conectados a ele, a tensão e a alimentação monofásica ou trifásica.
Um conector com terminal de aterramento é descrito como tendo mais fios do que polos, por exemplo: dois polos, três fios; ou quatro polos, cinco fios, etc. Um dispositivo sem aterramento pode ser de dois polos, dois fios; três polos, três fios, etc.
| Descrição                 | Descrição     | Código NEMA | Estado    |
| ------------------------- | ------------- | ----------- | --------- |
| 2 polos 2 fios            | 125V          | 1           | ativo     |
| 2 polos 2 fios            | 250V          | 2           | ativo     |
| 2 polos 2 fios            | 277V          | 3           | reservado |
| 2 polos 2 fios            | 600V          | 4           | reservado |
| 2 polos 2 fios (aterrado) | 125V          | 5           | ativo     |
| 2 polos 2 fios (aterrado) | 125V          | 5 alt       | ativo     |
| 2 polos 2 fios (aterrado) | 240V          | 25          | ativo     |
| 2 polos 2 fios (aterrado) | 250V          | 6           | ativo     |
| 2 polos 2 fios (aterrado) | 250V          | 6 alt       | ativo     |
| 2 polos 2 fios (aterrado) | 277V          | 7           | ativo     |
| 2 polos 2 fios (aterrado) | 347V          | 24          | ativo     |
| 2 polos 2 fios (aterrado) | 480V          | 8           | reservado |
| 2 polos 2 fios (aterrado) | 600V          | 9           | reservado |
| 3 polos 3 fios            | 125/250V      | 10          | ativo     |
| 3 polos 3 fios            | 3Ø 250V       | 11          | ativo     |
| 3 polos 3 fios            | 3Ø 480V       | 12          | reservado |
| 3 polos 3 fios            | 3Ø 600V       | 13          | reservado |
| 3 polos 4 fios (aterrado) | 125/250V      | 14          | ativo     |
| 3 polos 4 fios (aterrado) | 3Ø 250V       | 15          | ativo     |
| 3 polos 4 fios (aterrado) | 3Ø 480V       | 16          | reservado |
| 3 polos 4 fios (aterrado) | 3Ø 600V       | 17          | reservado |
| 4 polos 4 fios            | 3Ø Y 120/208V | 18          | ativo     |
| 4 polos 4 fios            | 3Ø Y 277/480V | 19          | reservado |
| 4 polos 4 fios            | 3Ø Y 347/600V | 20          | reservado |
| 4 polos 5 fios (aterrado) | 3Ø Y 120/208V | 21          | ativo     |
| 4 polos 5 fios (aterrado) | 3Ø Y 240/415V | 26          | ativo     |
| 4 polos 5 fios (aterrado) | 3Ø Y 277/480V | 22          | ativo     |
| 4 polos 5 fios (aterrado) | 3Ø Y 347/600V | 23          | ativo     |

#### Configurações especiais
Conectores NEMA que não utilizam códigos em número incluem: a série ML (os chamados conectores "Midget Locking" nomeados por seu tamanho reduzido), TT (para conectar reboques de viagem e outros veículos recreativos a fontes de energia externas), série SS (conectores "ship-to-shore" para conectar barcos à energia em terra) e a série FSL (usada em aplicações militares e aeronáuticas).
| Descrição            | Descrição                                        | Código NEMA |
| -------------------- | ------------------------------------------------ | ----------- |
| Midget Locking       | 125 V, 2 polos, 2 fios                           | ML1         |
| Midget Locking       | 125 V, 2 polos, 3 fios (aterrado)                | ML2         |
| Midget Locking       | 125/250V, 3 polos, 3 fios                        | ML3         |
| FSL                  | 28 V CC, 3 fios (aterrado)                       | FSL1        |
| FSL                  | 120 V, 400Hz, 2 polos, 3 fios (aterrado)         | FSL2        |
| FSL                  | 120 V, 400Hz, 3Ø 3 polos, 4 fios (aterrado)      | FSL3        |
| FSL                  | 120/208 V 3ØY, 400Hz, 4 polos, 5 fios (aterrado) | FSL4        |
| Marine Ship-to-Shore | 125 V, 2 polos, 3 fios (aterrado)                | SS1         |
| Marine Ship-to-Shore | 125 V, 3 polos, 4 fios (aterrado)                | SS2         |
| Trailer Travel       | 120 V, 2 polos, 3 fios (aterrado)                | TT          |

### Corrente
Os numerais após o hífen são a classificação atual do dispositivo em amperes. Este número é seguido pela letra 'R' para indicar um receptáculo ou 'P' para indicar um plugue.
Por exemplo, o 5-15R é o receptáculo comum de 125 V de dois polos e três fios, classificado para 15 A. O L5-15R, embora compartilhe a mesma classificação elétrica, é um modelo de travamento que não é fisicamente compatível com o pino chato/lâmina do modelo 5-15. O 5-30R tem a mesma configuração de dois polos e três fios e classificação de 125 V, mas é classificado para 30 A.

### Identificação de pinos
Os pinos de um conector NEMA são identificadas dentro do padrão da seguinte forma: 
- "G" identifica o condutor de aterramento (do inglês ground);
- "W" identifica o condutor neutro (do inglês white (branco), cor obrigatória do condutor neutro);
- "X", "Y" e "Z" são os condutores de fase (em inglês, são comumente chamados de hot (quente).

Os conectores monofásicos possuem apenas um único terminal identificado como "X". Em caso de sistemas monofásicos de fase dividida "X", "Y". Conectores trifásicos usarão "X", "Y" e "Z".
Embora existam vários tipos de dispositivos sem aterramento nos padrões NEMA, apenas três deles estão em uso generalizado hoje. Estes são os dois polos 1-15, ainda em uso em milhões de edifícios construídos antes da década de 1960, e os três polos 10-30 e 10-50.
O pequeno orifício próximo à extremidade das lâminas de alimentação (não aterradas) de alguns plugues NEMA é usado para conveniência na fabricação; se presente, deve ser de diâmetro e posição especificados. Pequenos cadeados especializados estão disponíveis para encaixar nesses orifícios, permitindo o "bloqueio" de equipamentos perigosos, impedindo fisicamente a inserção de plugues bloqueados em uma tomada elétrica. Desde pelo menos 1949, vários dispositivos de receptáculo também foram inventados para usar esses orifícios para segurar os pinos dentro das ranhuras do receptáculo, usando uma trava ou mecanismo de travamento correspondente.

### Tabela de tomadas e plugues NEMA (não traváveis)[4]
| V              | NE MA | 15 Amperes | 15 Amperes | 20 Amperes | 20 Amperes | 30 Amperes | 30 Amperes | 50 Amperes | 50 Amperes | 60 Amperes | 60 Amperes |
| V              | NE MA | Tomada     | Plugue     | Tomada     | Plugue     | Tomada     | Plugue     | Tomada     | Plugue     | Tomada     | Plugue     |
| -------------- | ----- | ---------- | ---------- | ---------- | ---------- | ---------- | ---------- | ---------- | ---------- | ---------- | ---------- |
| 125 V          | 1     | 1-15R      | 1-15P      | 5-20R      | 1-20P      | 5-30R      | 1-30P      | -          | -          | -          | -          |
| 250 V          | 2     | 6-15R      | 2-15P      | 2-20R      | 2-20P      | 2-30R      | 2-30P      | -          | -          | -          | -          |
| 125 V          | 5     | 5-15R      | 5-15P      | 5-20R      | 5-20P      | 5-30R      | 5-30P      | 5-50R      | 5-50P      | -          | -          |
| 250 V          | 6     | 6-15R      | 6-15P      | 6-20R      | 6-20P      | 6-30R      | 6-30P      | 6-50R      | 6-50P      | -          | -          |
| 277 V          | 7     | 7-15R      | 7-15P      | 7-20R      | 7-20P      | 7-30R      | 7-30P      | 7-50R      | 7-50P      | -          | -          |
| 125/ 250 V     | 10    | -          | -          | 10-20R     | 10-20P     | 10-30R     | 10-30P     | 10-50R     | 10-50P     | -          | -          |
| 3Ø 300 V       | 11    | 11-15R     | 11-15P     | 11-20R     | 11-20P     | 11-30R     | 11-30P     | 11-50R     | 11-50P     | -          | -          |
| 125/ 200 V     | 14    | 14-15R     | 14-15P     | 14-20R     | 14-20P     | 14-30R     | 14-30P     | 14-50R     | 14-50P     | 14-60R     | 14-60P     |
| 3Ø 250 V       | 15    | 15-15R     | 15-15P     | 15-20R     | 15-20P     | 15-30R     | 15-30P     | 15-50R     | 15-50P     | 15-60R     | 15-60P     |
| 3ØY 120/ 208 V | 18    | 18-15R     | 18-15P     | 18-20R     | 18-20P     | 18-30R     | 18-30P     | 18-50R     | 18-50P     | 18-60R     | 18-60P     |